# Hafen am Bäumle

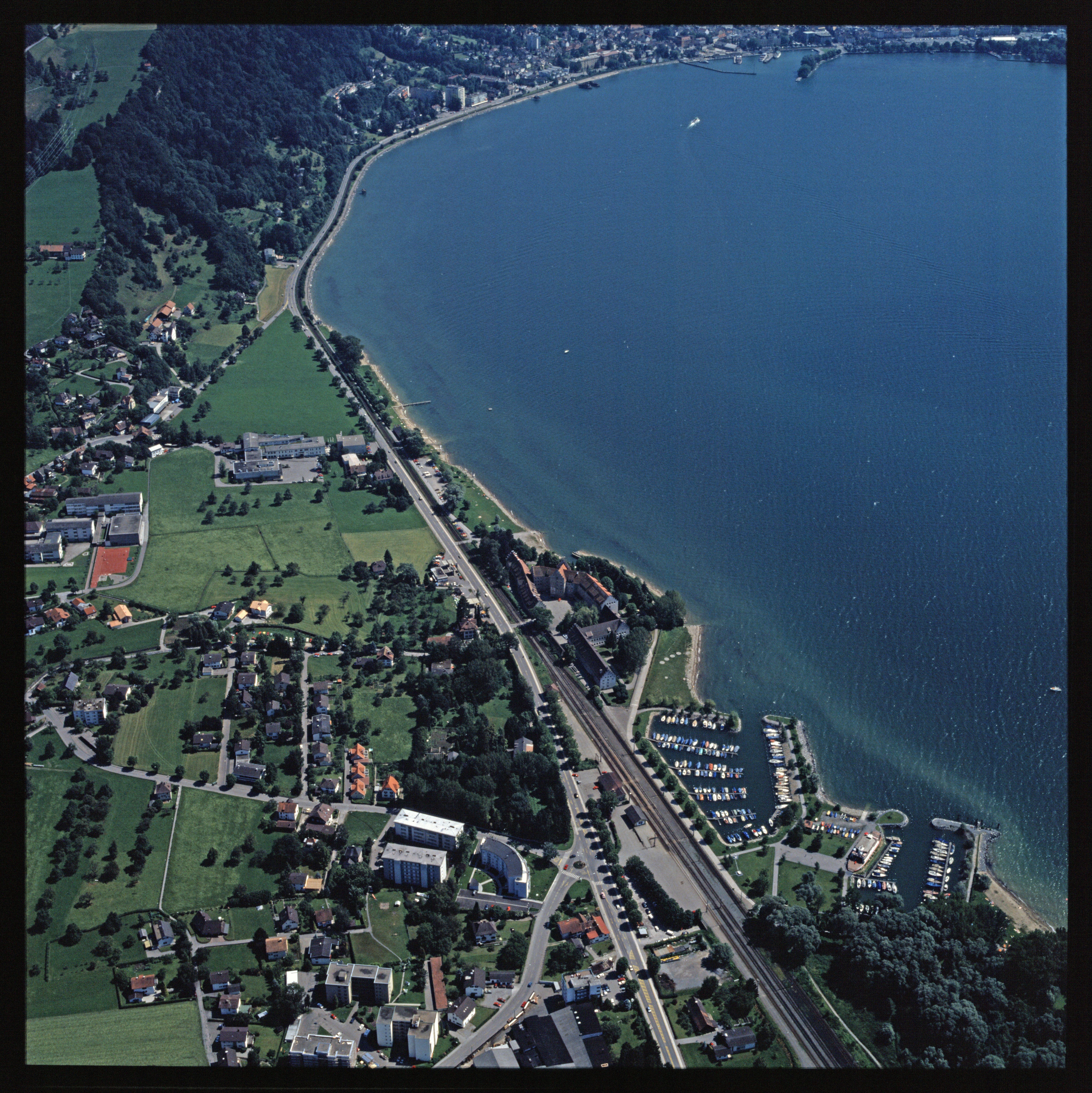
Lochau und das östliche Ufer des Bodensees mit dem Gelände des ehemaligen Hafens am Bäumle. Im Hintergrund die Klause und der Klausberg

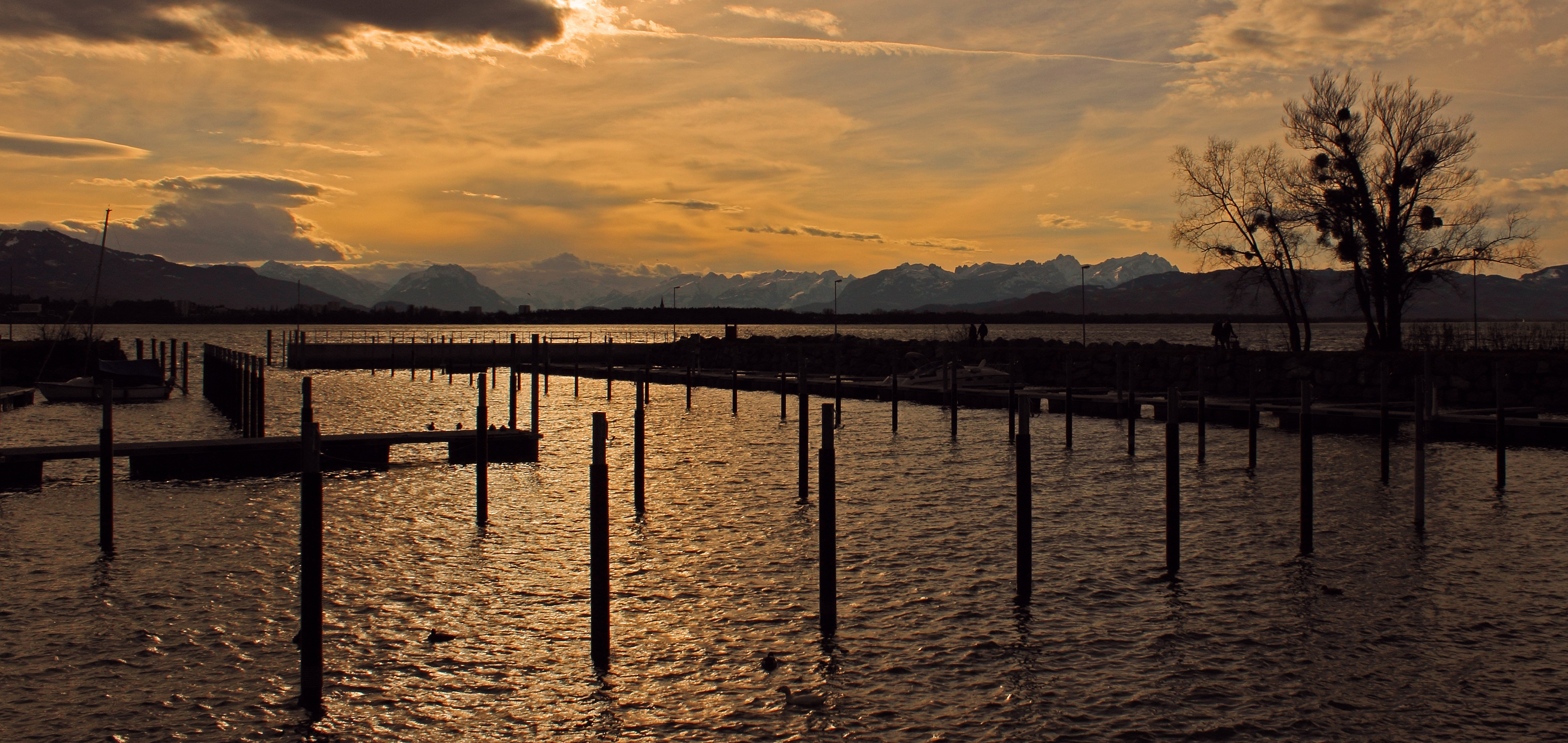
Winterliche Abendstimmung Hafen am Bäumle

Der Hafen am Bäumle in den Gemeinden Bregenz und Lochau (Vorarlberg, Österreich) war seit Alters her der maritime Umschlagplatz der umliegenden Gemeinden zum Bodensee hin. Heute sind von diesem Hafen nur noch wenige Reste vorhanden. Es gibt seit 1976 wieder einen gut ausgebauten Sporthafen.

## Lage
Die ehemalige Lände und Hafen am Bäumle liegt am nordwestlichen Ende der Gemeinde Lochau auf etwa 415 m ü. A. Nördlich und westlich angrenzend ist das Gemeindegebiet von Hörbranz. Westlich bildet der Ruggbach die Grenze zu Hörbranz. Zwischen dem Bodensee und dem Lochauer Gemeindegebiet schiebt sich ein langer schmaler Streifen ein, der zum Gemeindegebiet Bregenz gehört.

## Geschichte

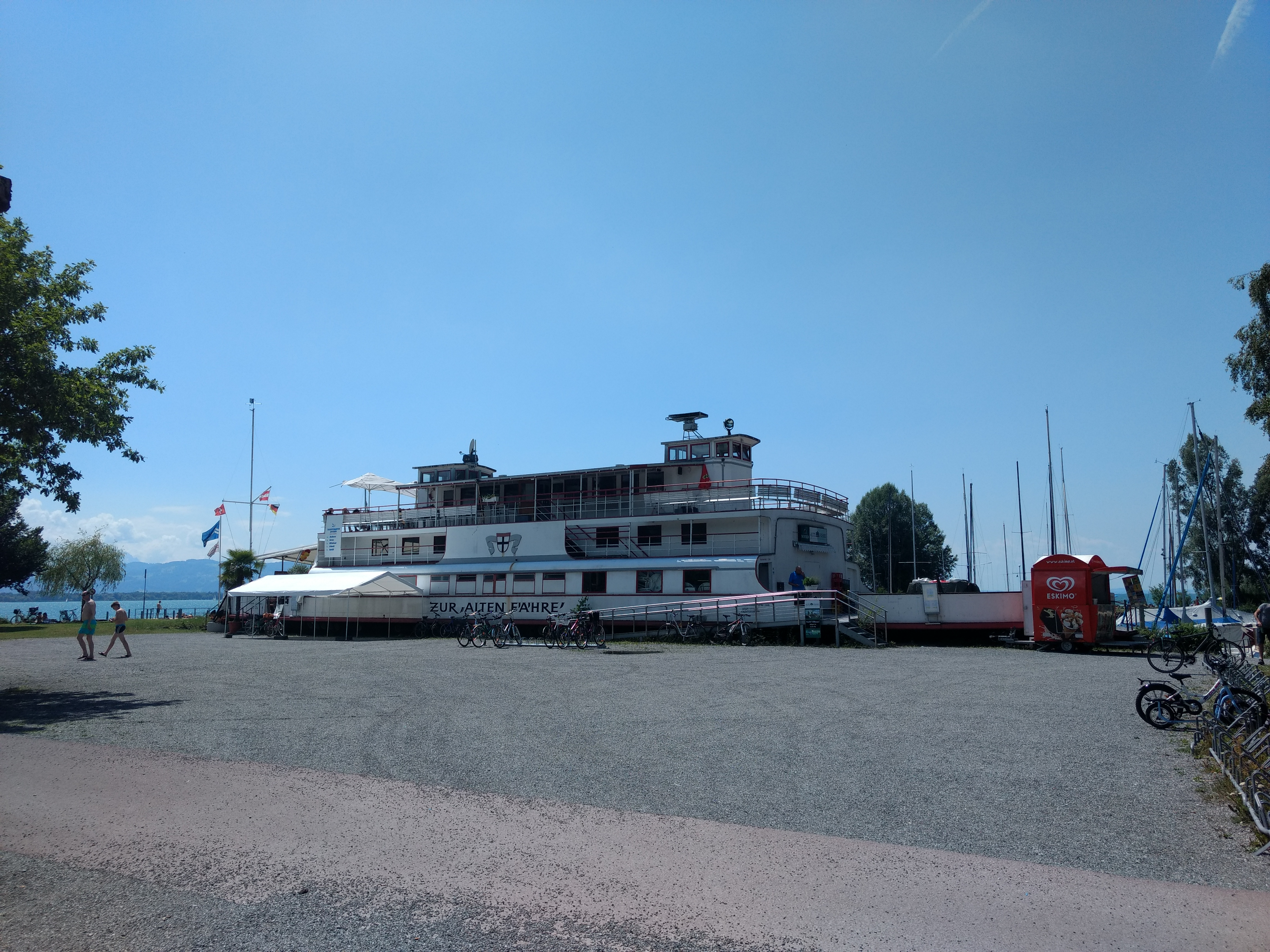
Motorfähre Meersburg

### Landestelle als Handelsumschlagplatz
1363 wird ein Hafen in Lochau erstmals erwähnt (Landestelle an des See‘s Haupt). Diese Landestelle wurde vom ehemaligen Bregenzer Bürger Frikk Beimli betrieben, woraus sich die späteren Namen des Hafens Beimle, Bämle, Bemle, Bömle, Pömple bzw. Bäumle ableiten soll. Es handelte sich ursprünglich beim Hafen am Bäumle in Lochau um einen Naturhafen (Bucht), welcher durch Landzungen des Schwemmguts des Ruggbaches und des Dorfbaches (Lochauer Bach) gebildet wurde.
Verladen wurden hier Holz und Holzprodukte, Rebstecken und Wein. Im Bereich des Hafens befanden sich im Laufe der Jahrhunderte Lagerhäuser, ein staatliches Salzlager, Kalköfen, Kohlemeiler und ein k.k. Eisenschmelzwerk. Die entsprechenden Einrichtungen sind teilweise aufgrund der noch vorhandenen Flurnamen zuordenbar.
Der Hafen stand mehr in Konkurrenz zum Hafen in Lindau, als zu Bregenz. Der Bregenzer Hafen war lange Zeit von untergeordneter Bedeutung. Insbesondere wurde der Hafen für die Ein- und Ausfuhr von Produkten für die Gemeinden Lochau, Hohenweiler, Hörbranz, Möggers (mit Eichenberg) sowie Weiler im Allgäu genutzt.
Über den Zoll und die Zollstelle am Hafen am Bäumle wurde durch Erzherzog Ferdinand eine eigene Verordnung erlassen. 1601 wurde der Zoll mit einer Verordnung von Kaiser Rudolf II. erhöht.

### Kriegszerstörung und Bedeutungsverlust
1655 wird in Bregenz die St. Nikolai oder Holz- und Schiffsleutebruderschaft gegründet. Die Schifffahrt am Bäumle schließt sich dieser an.
Im Zuge des österreichischen Erbfolgekriegs (1740 bis 1748) wurden auch die Einrichtungen am Hafen Bäumle stark zerstört. Von diesen Zerstörungen erholte sich der Handel und die Schifffahrt am Bäumle nicht mehr. Es musste auch durch weitere Vorkommnisse die Schiffslände immer wieder mit hohen Kosten repariert werden. Der Handelsplatz verlagerte sich immer weiter nach Bregenz. 1764 der Holz- und Bretterhandel, ab 1768 auch das Salz-, Wein- und das Güterlager.
Am 9./10. August 1796 fand beim Bäumle ein Scharmützel im Zuge der französischen Koalitionskriege statt.
Mit dem Verkauf von staatlichen Einrichtungen 1820 an Private, z. B. dem Zollhaus, Wachthaus, dem Kohlbrennerhaus, der Flötzer- und Schiffshütte und dem Kohlbrenner- und Rebsteckenplatz zeigte sich der Ansehensverlust dieses Hafens immer mehr. 1827 wurde auch das k. k. Eisenschmelzwerk (nun: Deuring-Areal) abgebrochen.

### Neuzeitliche Anbindung an Bahn und Straße
Vom Klausberg wurde 1831/1832 die Straße an das Bodenseeufer verlegt, wo sie noch heute verläuft. Diese Straße von Lochau bis nach Bregenz wurde dann bis 1836 im Wesentlichen fertig ausgebaut und dann 1846/1847 diese Straße von der Unoth (heute Restaurant Klause) beim Langen-Stein (Kleindenkmal Langer Stein) bis nach Unterhochsteg zur Herrschaft Lindau geführt und damit der Hafen am Bäumle an das Straßennetz besser angebunden. Die bisherige Straße führte von Lindau über Lochau-Dorf. Wesentlich verändert wurde die Verkehrssituation dann mit Fertigstellung der Bahnstrecke Lindau–Bludenz im Jahr 1872.
Zu besonderen Ehren kam der Hafen am Bäumle noch 1887, als vom 1. November 1886 bis 12. Februar 1887 das Salondampfschiff Kaiserin Elisabeth (später: Bludenz, 1958 verschrottet) zusammengebaut wurde und vom Stapel lief.
Auf dem Gebiet des Bäumle wurde dann u. a. ab 1891 eine Filiale der Uhrenfabrik Ladstädter u. Cie aus Innsbruck betrieben und ab 1911 bestand hier die Maschinenfabrik und Gießerei Oberhänsli & Cie (später Bayrische Leichtmetallwerke, dann Diem-Werke), welche Rohölmotoren nach einem eigenen Patent erzeugten.
1976 wurde der inzwischen stark verlandete Hafen auf die Initiative des Lochauer Bauamtsleiters Riedmann ausgebaggert und als Sporthafen reaktiviert und am 25. Juli 1976 feierlich eröffnet. Die Motorfähre Meersburg wurde 1977 hier angelandet und dient seither als Vereinsheim und Gaststätte. Der heutige Sporthafen liegt auf Gemeindegebiet von Bregenz.